# Gibraltar Premier Cup
Puchar Ligi Gibraltarskiej w piłce nożnej (ang. Gibraltar Premier Cup) – cykliczne rozgrywki piłkarskie, przeprowadzane systemem pucharowym, organizowane corocznie (co sezon) w latach 2013–2015 przez Gibraltarski Związek Piłki Nożnej (GFA) dla GibraltarSKICH, męskich, profesjonalnych drużyn klubowych z Gibraltar Premier Division.

## Historia
W sezonie 2013/14 startowały pierwsze oficjalne rozgrywki o Puchar Ligi Gibraltarskiej o nazwie Senior Cup. 8 drużyn rozpoczęły jednokołowy turniej w dwóch grupach, z których awansowało po dwie najlepsze, które potem spotkały się w półfinałach. Pierwszy finał rozegrano 22 lutego 2014 roku. W tym meczu Lincoln FC zwyciężył 3:0 Manchester 62 F.C.
W następnym sezonie ponownie uczestniczyło 8 zespołów, a zwycięzcą został College Europa. Jednak potem rozgrywki nie organizowano.

## Format
W turnieju występowały kluby z Gibraltar Premier Division. Najpierw 8 drużyn zostały podzielone na 2 grupy. Po dwa najlepsze zespoły kwalifikowały się do półfinału. Wszystkie rywalizacje od rundy grupowej do finału rozgrywane były w jednym meczu na głównym boisku Gibraltaru. Zwycięzca kwalifikował się do dalszych gier, a pokonany odpadał z rywalizacji. W wypadku kiedy w regulaminowym czasie gry padł remis zarządzana była dogrywka, a jeśli i ona nie przyniosła rozstrzygnięcia, to dyktowane były rzuty karne. Zwycięzca Pucharu Ligi nie otrzymywał prawo do gry w Lidze Europy UEFA.

## Zwycięzcy i finaliści
| Sezon                                                 | K | K | T | Zwycięzca         | Wynik   | Finalista        | Data, miejsce                                  | Br. | Król strzelców | Uwagi                       |
| Puchar Ligi Gibraltarskiej (en. Gibraltar Senior Cup) |   |   |   |                   |         |                  |                                                |     |                |                             |
| 2013/14                                               |   |   | 1 | Lincoln FC        | 3:0     | Manchester 62 FC | 22.02.2014, Victoria Stadium, Gibraltar, 5.000 |     |                | 8 klubów w 2gr.+ faza puch. |
| 2014/15                                               |   |   | 1 | College Europa FC | 2:1 pd. | St Joseph’s FC   | 14.02.2015, Victoria Stadium, Gibraltar        |     |                | 8 klubów w 2gr.+ faza puch. |

Uwagi:

- wytłuszczono i kursywą oznaczone zespoły, które w tym samym roku wywalczyły mistrzostwo i Puchar kraju (dublet),
- wytłuszczono zespoły, które zdobyły mistrzostwo kraju,
- kursywą oznaczone zespoły, które zdobyły Puchar kraju.

## Statystyka

### Klasyfikacja według klubów
W dotychczasowej historii finałów o Puchar Ligi Gibraltarskiej na podium oficjalnie stawało w sumie 4 drużyny. Liderami klasyfikacji są Lincoln FC i College Europa FC, którzy zdobyli trofeum po 1 razu.
Stan na 11.04.2023 
| Lp.               | Klub             | Zdobywca | Finalista  | Zwycięskie sezony | Przegrane finały |   |   |         |  |
| ----------------- | ---------------- | -------- | ---------- | ----------------- | ---------------- | - | - | ------- |  |
| Lp.               | Klub             | 1.       | Lincoln FC | Zwycięskie sezony | Przegrane finały | 1 | 0 | 2013/14 |  |
| College Europa FC | 1                | 1.       | 0          | 2014/15           |                  |   |   |         |  |
| 3.                | Manchester 62 FC | 0        | 1          |                   | 2013/14          |   |   |         |  |
| 3.                | St Joseph’s FC   | 0        | 1          |                   | 2014/15          |   |   |         |  |